# Can't Deny Me
"Can't Deny Me" é uma canção da banda de rock Americana Pearl Jam, lançada como single em 10 de março de 2018 via download digital exclusivamente no Ten Club, o fã-clube oficial do Pearl Jam, sendo lançada logo em seguida na rádio Sirius XM e nas plataformas de streaming e download digital. "Can't Deny Me" alcançou a 11ª posição da parada Mainstream Rock da Billboard. Originalmente anunciado como o primeiro single do décimo primeiro álbum do Pearl Jam, "Can't Deny Me", ficou de fora de Gigaton (2020).

## Créditos
- Eddie Vedder – Vocalista
- Mike McCready – guitarra solo
- Stone Gossard – guitarra rítmica
- Jeff Ament – Baixo
- Matt Cameron – Bateria

## Desempenho nas tabelas musicais
| Tabela (2018)                          | Melhor Posição |
| -------------------------------------- | -------------- |
| Mexico Ingles Airplay (Billboard)      | 35             |
| Canada Rock (Billboard)                | 6              |
| US Rock Airplay (Billboard)            | 15             |
| US Hot Rock Songs (Billboard)          | 28             |
| US Rock Digital Song Sales (Billboard) | 21             |
| US Triple A Songs (Billboard)          | 23             |
| US Alternative Songs (Billboard)       | 28             |
| US Mainstream Rock (Billboard)         | 11             |